# Gastroenteritis
Gástroenterítis ali nalezljiva driska je zdravstveno stanje zaradi vnetja (-itis) prebavil, v katerega sta vpletena želodec (gastro-) in tanko črevo (entero-). Javlja se z različnimi znaki, kot so driska, bruhanje ter bolečine in krči v trebuhu. Kot posledica se lahko pojavi dehidracija. Čeprav ni povezan z gripo, ga pogosto imenujejo trebušna gripa (zlasti, kadar je povzročitelj virus). 
V svetovnem merilu večino primerov pri otrocih povzročijo rotavirusi. Pri odraslih sta pogostejša povzročitelja norovirusi in kampilobakterji. Manj pogosti vzroki so druge bakterije (ali njihovi strupi) in zajedavci. Do okužbe lahko pride pri uživanju nezadostno toplotno obdelane hrane, onesnažene vode ali zaradi neposrednega stika s kužno osebo. Bolezen preprečujemo med drugim tako, da pijemo samo čisto vodo in si redno umivamo roke; dojenčke je pametneje hraniti z dojenjem namesto z nadomestki, zlasti na področjih, kjer so zdravstvene razmere pomanjkljive. Cepljenje proti rotavirusom se priporoča za vse otroke.
Pri zdravljenju je ključno nadomeščanje tekočine. Pri blažjih do zmernih primerih je to običajno mogoče doseči s pomočjo peroralne raztopine za rehidracijo (t. j. kombinacije vode, soli in sladkorja). Pri prizadetih otrocih, ki se jih doji, je dojenje priporočljivo nadaljevati. V hujših primerih je lahko potrebno ambulantno dajanje intravenske tekočine. Antibiotiki na splošno niso priporočljivi. Za gastroenteritisom obolevajo predvsem otroci in ljudje v nerazvitem svetu. Letno prizadene od tri do pet milijard ljudi in povzroči okoli 1,4 milijona smrti.

## Znaki in simptomi
Tipična znaka gastroenteritisa sta driska in bruhanje, manj pogosto je prisoten le eden od obeh. Pojavijo se lahko tudi trebušni krči. Znaki in simptomi se običajno pojavijo 12–72 ur po okužbi s povzročiteljem. Če gre za virusni izvor, bolezen običajno izzveni v enem tednu. Nekatere oblike bolezni virusnega izvora se lahko kažejo tudi z vročino, utrujenostjo, glavobolom in bolečimi mišicami. Če gre za kri v blatu, so vzrok manj verjetno virusi in verjetneje bakterije. Nekatere oblike okužbe z bakterijami spremljajo hude bolečine v trebuhu, ki lahko trajajo tudi več tednov.
Otroci, okuženi z rotavirusi, po navadi popolnoma okrevajo v treh do osmih dneh. V revnih državah, kjer zdravljenje kljub hudi obliki okužbe običajno ni na voljo, lahko driska vztraja dlje časa. Pogost zaplet driske je dehidracija, ki lahko v hujši obliki pri otrocih povzroči zakasnelo kapilarno polnjenje, slab turgor (napetost) kože in nenormalno dihanje. Na območjih s slabimi zdravstvenimi razmerami lahko pri otrocih prihaja do ponovitev okužbe, ki lahko vodi v podhranjenost, zavrto rast in dolgoročno zakasnitev kognitivnega razvoja.
Po okužbi s kampilobakterjem se pri 1 % obolelih pojavi reaktivni artritis, pri 0,1 % pa Guillain-Barrejev sindrom. Hemolitični uremični sindrom (HUS) je lahko posledica okužbe z bakterijami vrste Escherichia coli ali Shigella, ki izločajo Shigov toksin – ta povzroča trombocitopenijo (znižanje števila krvnih ploščic), ledvično odpoved in hemolitično anemijo (slabokrvnost zaradi propada rdečih krvničk). Pri otrocih se hemolitični uremični sindrom pojavlja pogosteje kot pri odraslih. Nekatere virusne okužbe lahko povzročijo benigne infantilne napade.

## Vzrok
Virusi (zlasti rotavirus) in bakterije vrste Escherichia coli in kampilobakter so poglavitni povzročitelji gastroenteritisa, bolezen pa lahko povzročijo še številni drugi mikroorganizmi. Vzrok je lahko tudi neinfekcijski, a je veliko manj verjeten. Tveganje za okužbo je večje pri otrocih, zlasti zaradi njihove pomanjkljive imunosti in razmeroma slabe higiene.

### Virusi
Za rotavirus, norovirus, adenovirus, in astrovirus je znano, da povzročajo virusni gastroenteritis. Najpogostejši vzrok gastroenteritisa pri otrocih je rotavirus, pogostnosti obolenja v razvitem in nerazvitem svetu pa so podobne. V pediatrični starostni skupini povzročajo virusi približno 70 % epizod nalezljive driske. Rotavirus je zaradi pridobljene imunosti manj pogosto vzrok bolezni pri odraslih. Norvirus je povzročitelj v približno 18 % vseh primerov.
Norovirus je v ZDA vodilni vzrok gastroenteritisa med odraslimi in je vzrok za več kot 90 % obolenj. Do teh krajevno omejenih epidemij navadno pride, kadar je skupina ljudi prisiljena živeti določen čas v utesnjenem okolju, kot so na primer potniške ladje, bolnišnice ali restavracije. Ljudje so lahko kužni dlje časa, tudi po prenehanju driske. Norovirus je vzrok za približno 10 % primerov pri otrocih.

### Bakterije
Campylobacter jejuni  je v razvitem svetu glavni vzrok za bakterijski gastroenteritis, polovica teh primerov je povezana z uživanjem perutnine. Pri otrocih so bakterije vzrok v približno 15 % primerov, pri čemer so najbolj pogoste vrste Escherichia coli, salmonele (Salmonella), šigele (Shigella]) in kampilobakterji (Campylobacter). Če je hrana kontaminirana z bakterijami in ostane nekaj ur pri sobni temperaturi, se bakterije razmnožijo, kar poveča možnost okužbe.  Nekatera živila, pogosto povezana z boleznijo, so med drugim surovo ali kuhano meso, perutnina, morski sadeži in jajca, surovi kalčki, nepasterizirano mleko in mehki siri ter sadni in zelenjavni sokovi. V državah v razvoju, še posebej v podsaharski Afriki in Aziji, je kolera pogosto vzrok za gastroenteritis.Te okužbe se običajno pojavijo zaradi kontaminirane vode ali hrane.
Bakterija Clostridium difficile, ki proizvaja toksine, je pomemben povzročitelj driske, ki pogosteje prizadene starejše. Otroci lahko prenašajo te bakterije brez pojava simptomov. Bakterija je pogost vzrok za drisko pri osebah, ki so sprejete v bolnišnico, pogosto zaradi uporabe antibiotikov. Staphylococcus aureus kot povzročitelj kužne driske se lahko pojavi tudi pri ljudeh, ki so jemali antibiotike. Potovalna driska je ena od bakterijskih oblik gastroenteritisa. Ob izpostavljenosti številnim organizmom, med drugim Clostridium difficile, salmonelam in kampilobakterjem, zdravila za zniževanje kisline povečujejo tveganje za občutne okužbe. Tveganje je pri jemanju zaviralcev protonske črpalke večje kot pri antagonistih H2.

### Zajedavci
Tudi številne praživali lahko povzročijo gastroenteritis, najpogosteje Giardia lamblia, poročali pa so že tudi o primerih zaradi okužbe z Entamoeba histolytica in Cryptosporidium. Kot skupina so ti povzročitelji odgovorni za okoli 10 % primerov pri otrocih. Giardia se pogosteje pojavlja v državah v razvoju, vendar je kot povzročitelj bolezni ta zajedavec do neke mere prisoten skoraj povsod. Pojavlja se pogosteje pri osebah, ki se vračajo z območij z visoko razširjenostjo, pri otrocih, ki obiskujejo vrtec, pri moških, ki imajo spolne odnose z moškimi, in po hudih nesrečah.

### Prenos
Do prenosa lahko pride z uživanjem onesnažene vode ali s souporabo okuženih predmetov. V krajih s suhim in deževnim obdobjem se kakovost vode v deževnem obdobju običajno poslabša, kar sovpada s časom izbruhov. Na območjih s štirimi letnimi časi so okužbe pogostejše pozimi. Pomemben vzrok po vsem svetu so neustrezno pripravljene stekleničke s hrano za dojenčke. Pogostnost prenosa je povezana tudi s slabo higieno, zlasti med otroci, ki bivajo v prenatrpanih gospodinjstvih in ki se slabo hranijo. Če odrasli ljudje postanejo proti določenim organizmom odporni, znakov ali simptomov bolezni več ne kažejo, tako da predstavljajo naravni vir okužb. Nekateri povzročitelji bolezni (na primer šigele) so prisotni samo pri primatih, drugi spet pri številnih živalskih vrstah (na primer Giardia).

### Nekužni primeri
Za vnetje prebavil obstajajo številni vzroki, ki niso kužnega izvora. Med pogostejšimi so med drugim zdravila (kot na primer nesteroidna protivnetna zdravila), nekatera živila, kot sta laktoza (pri osebah, ki je ne prenašajo) in gluten (pri ljudeh s celiakijo). Tudi Crohnova bolezen je eden izmed nekužnih vzrokov za (pogosto resen) gastroenteritis. Bolezen lahko nastopi tudi sekundarno, zaradi toksinov. Nekatera s hrano povezana obolenja, ki jih spremljajo slabost, bruhanje in driska, so med drugim: zastrupitev Ciguatera zaradi uživanja kontaminiranih rib roparic, zastrupitev s pokvarjenimi ribami (najpogosteje iz družine skuš), zastrupitev s tetrodotoksinom, med drugim zaradi uživanja mesa ribe napihovalke, in botulizem, običajno zaradi nepravilno konzervirane hrane.
Število primerov nekužnega gastroenteritisa v nezgodnih ambulantah ZDA je od leta 2006 do leta 2011 upadlo za 30 %. Med dvajsetimi najpogostejšimi primeri na oddelkih za nujno medicinsko pomoč je število obolenj z nekužnim gastroenteritisom v tem časovnem obdobju doživelo največji upad.

## Patofiziologija
Gastroenteritis je bolezen, pri kateri je vzrok za bruhanje ali drisko okužba tankega ali debelega črevesa. Spremembe v tankem črevesu so običajno nevnetnega značaja, na debelem črevesu pa gre za vnetne spremembe. Število mikroorganizmov, potrebnih za povzročitev okužbe, sega vse od enega samega (za Cryptosporidium) pa do 108 (za Vibrio cholerae).
V primeru virusov nastopita slabost in bruhanje zaradi sproščanja velikih količin serotonina ob uničenju enteroendokrinih celic, kar vzdraži center za bruhanje preko delovanja na kemoreceptorsko prožilno cono. Driska se pojavi zaradi uničenja enterocitov, ki so odgovorni za privzem (absorpcijo) hranil (npr. elektrolitov in ogljikovih hidratov) in svetline črevesja. Zaradi uničenja teh celic se zmanjša površina notranje plasti tankega črevesja za absorpcijo, kar vodi v povečan osmotski gradient v svetlini črevesja ter osmotski vlek vode, blato pa se zaradi tega zmehča oz. utekočini.

## Diagnoza
Gastroenteritis se običajno diagnosticira klinično na osnovi znakov in simptomov prizadete osebe. Določitev točnega vzroka običajno ni potrebna, saj običajno ne vpliva na potek zdravljenja. Vendar pa je treba opraviti kulturo stolice pri bolnikih, ki imajo v blatu kri, pri osebah, ki so lahko žrtev zastrupitve s hrano, in pri osebah, ki so pred kratkim obiskale katero od držav v razvoju. Diagnostično testiranje se lahko izvede tudi v namene nadzora. Ker pri približno 10 % dojenčkov in majhnih otrok pride do hipoglikemije, se za to skupino priporoča meritev ravni glukoze v serumu. Pri sumu na hudo dehidracijo je priporočljivo preveriti elektrolite in delovanje ledvic.

### Dehidracija
Ugotoviti, kakšno vlogo igra pri bolniku dehidracija, je pomemben del diagnoze; običajno se dehidracija deli na blago (izguba 3–5 % telesne teže), zmerno (6–9 %) in hudo (≥ 10 %). Pri otrocih so najbolj zanesljivi znaki za zmerno ali hudo dehidracijo dolgotrajno kapilarno polnjenje, slab turgor kože in nenormalno dihanje. Drugi vidni znaki, uporabni za prepoznavo izsušitve, so (če se pojavijo ob prej naštetih) med drugim usedle oči (tj. pomik zrkla navzad, enoftalmus), zmanjšana aktivnost, odsotnost solz in suha usta. Normalno mokrenje in pitje tekočin sta pomirjujoča znaka. Laboratorijsko testiranje nima bistvenega kliničnega pomena pri določanju resnosti dehidracije.

### Diferencialna diagnoza
Drugi možni vzroki znaki in simptomi, ki posnemajo znake in simptome gastroenteritisa in ki jih je treba izključiti, so med drugim vnetje slepiča, volvulus (zasuk črevesa), vnetna črevesna bolezen, okužba sečil in sladkorna bolezen. Med alternativami so tudi insuficienca trebušne slinavke, sindrom kratkega črevesa, Whipplova bolezen, celiakija in zloraba odvajal. Diferencialna diagnoza se lahko nekoliko zaplete, če pri prizadeti osebi prihaja samo do bruhanja ali pa samo do driske (ne hkrati).
V tretjini primerov se lahko vnetje slepiča izraža z bruhanjem, bolečinami v trebuhu in majhno količino driske, v nasprotju z obsežno drisko, ki je značilna za gastroenteritis. Tudi okužbe pljuč in sečil lahko pri otrocih povzročijo bruhanje ali drisko. Klasična diabetična ketoacidoza (DKA) se izraža z bolečinami v trebuhu, slabostjo in bruhanjem, vendar brez driske. Ena od študij je razkrila, da so pri 17 % otrok z DKA sprva diagnosticirali gastroenteritis.

## Preventiva

### Življenjski slog
Zaloga zlahka dostopne neonesnažene vode in dobre higienske navade občutno zmanjšujejo pogostnost okužbe in klinično pomembnega gastroenteritisa. Osebni ukrepi (kot je umivanje rok z milom) so dokazano zmanjšali pojavnost in razširjenost gastroenteritisa tako v nerazvitem kot tudi v razvitem svetu za kar 30 %. Učinkoviti so lahko tudi geli za razkuževanje na alkoholni osnovi. Za nadzor je v krajih s slabo higieno poleg splošnega izboljšanja ravni higiene pomembno predvsem dojenje. Materino mleko zmanjšuje tako pogostnost okužb kot tudi njihovo trajanje. Pomaga tudi izogibanje kontaminirani hrani in pijači.

### Cepljenje
Zaradi učinkovitosti in varnosti cepiva proti rotavirusom je Svetovna zdravstvena organizacija (WHO) leta 2009 svetovala, da se z njim po vsem svetu cepi otroke. Na voljo je dvoje komercialnih cepiv proti rotavirusom in še več jih je v razvoju. V Afriki in Aziji so ta cepiva omejila pojavnost hudih obolenj pri dojenčkih in države, ki uvedle programe cepljenja na nacionalni ravni, so ugotovile upad v številu novih obolenj in v njihovi resnosti. Cepivo lahko tudi zmanjša verjetnost za bolezen pri necepljenih otrocih, saj zmanjšuje število okužb v obtoku. Program cepljenja proti rotavirusom v ZDA, ki se izvaja od leta 2000, je zmanjšal število primerov driske za 80 odstotkov. Prvi odmerek cepiva je treba dati dojenčkom, ko so stari šest do 15 tednov. Za peroralno cepivo proti koleri je ugotovljeno, da pri 50−60 % primerov učinkuje več kot dve leti.
Obe cepivi, ki sta na tržišču, sta peroralni cepivi (vkapata se v usta in ne dajeta z injekcijo). Cepivo je namenjeno majhnim otrokom od 6. tedna do 6. meseca starosti. Zaščita s cepljenjem proti okužbi z rotavirusi traja vsaj 2 leti, ni pa možno govoriti o kolektivni zaščiti, ker niti po preboleli bolezni niti po cepljenju ni trajne imunosti in se z rotavirusi lahko okužimo večkrat.

## Obvladovanje
Gastroenteritis je običajno akutna in samoomejujoča bolezen, ki ne potrebuje zdravljenja z zdravili. Za blage do zmerne primere dehidracije je najprimernejša peroralna rehidracijska terapija (ORT). Metoklopramid in/ali ondansetron sta lahko v pomoč pri nekaterih otrocih, butilskopolamin pa pomaga pri bolečinah v trebuhu.

### Rehidracija
Primarna terapija gastroenteritisa pri otrocih in odraslih je rehidracija. Prednost ima pri tem peroralno rehidracijsko zdravljenje, intravensko dajanje pa je potrebno, če gre za zmanjšano raven zavesti ali hudo dehidracijo. Peroralna nadomestna terapija s kompleksnimi ogljikovimi hidrati (torej snovmi iz pšenice ali riža) naj bi bila učinkovitejša od terapij, ki temeljijo na enostavnih sladkorjih. Pijače, ki imajo veliko enostavnih sladkorjev, kot so brezalkoholne pijače in sadni sokovi, se za otroke, mlajše kot 5 let, ne priporočajo, saj lahko drisko poslabšajo. Lahko se daje navadna voda, če bolj specifični in učinkoviti pripravki niso na voljo ali pa za obolelo osebo niso okusni. Če je treba, se pri otrocih za dajanje tekočin lahko uporabi nazogastrična intubacija.

### Prehrana
Dojene otroke je priporočljivo še naprej dojiti na običajen način, pri dojenčkih na steklenički pa nadaljevati s hranjenjem s stekleničko takoj po rehidraciji z ORT. Hranila brez laktoze ali z zmanjšano količino laktoze običajno niso potrebna. Otroci naj med obdobji driske uživajo običajno hrano, izjema so živila z visokim deležem enostavnih sladkorjev, ki se jim je treba izogibati. Dieta BRAT (»bananas, rice, applesauce, toast and tea« − banane, riž, jabolčni sok, prepečenec in čaj) se ne priporoča več, saj vsebuje premalo hranil in v primerjavi z običajno prehrano nima nobene prednosti. Za nekatere probiotike so ugotovili, da so koristni, saj so skrajšali trajanje bolezni in zmanjšali pogostost stolic, poleg tega naj bi bili učinkoviti pri preprečevanju in zdravljenju z antibiotiki povezane driske. Fermentirani mlečni izdelki (na primer jogurt) so prav tako koristni. Nadomestila za cink naj bi bila učinkovita tako za zdravljenje kot tudi za preprečevanje driske pri otrocih v razvijajočem se svetu.

### Antiemetiki
Antiemetiki so lahko v pomoč pri otrocih, če bruhajo. Ondansetron je do neke mere uporaben; obstajajo posredni dokazi, da en odmerek zmanjša potrebo po intravenskih tekočinah, blaži bruhanje in zmanjša potrebo po hospitalizaciji. Po drugi strani je uporaba ondansetrona pri otrocih mogoče povezana s povečano možnostjo za ponovno hospitalizacijo. Intravenski pripravek ondansetrona se lahko daje peroralno, če to klinična presoja upravičuje. Tudi metoklopramid naj bi bil koristen. Dimenhidrinat sicer blaži bruhanje, vendar kaže, da pomembne klinične koristi nima.

### Antibiotiki
Antibiotiki se za gastroenteritis po navadi ne uporabljajo, čeprav se jih včasih priporoča, posebno pri hudih bolezenskih znakih ali če se izolira (ali pa nanj sumi) bakterijski vzrok, ki je na antibiotike občutljiv. Če se uporabljajo antibiotiki, je makrolid (na primer azitromicin) zaradi nižje stopnje odpornosti primernejši od fluorokinolona. Psevdomembranozni kolitis, do katerega po navadi pride zaradi jemanja antibiotikov, se zdravi tako, da se preneha z jemanjem povzročitelja, sam kolitis pa se nato zdravi z metronidazolom ali vankomicinom. Med mikroorganizmi, ki se odzivajo na terapijo z antibiotiki, so šigele, Salmonella typhi in vrste iz rodu Giardia. Pri obolenjih, ki jih povzročata Giardia in Entamoeba histolytica, je zdravljenje s tinidazolom bolj primerno in uspešno, kot če se daje metronidazol. Svetovna zdravstvena organizacija priporoča uporabo antibiotikov pri majhnih otrocih, ki imajo hkrati krvavo drisko in vročino.

### Sredstva proti gibljivosti
Učinkovine, ki zavirajo peristaltiko, pomenijo teoretično tveganje za zaplete in četudi so klinične izkušnje pokazale, da je verjetnost za to nizka, se ta zdravila odsvetujejo pri ljudeh s krvavo drisko ali drisko z vročino. Opioidni analog loperamid se običajno uporablja za simptomatsko zdravljenje driske, ne priporoča pa se pri zdravljenju otrok, ker lahko prehaja še nerazvito krvno-možgansko pregrado in povzroči zastrupitev. Bizmutov subsalicilat, netopen kompleks trivalentnega bizmuta in salicilata, se lahko uporablja pri blagih do zmernih primerih, vendar pa je teoretično možna zastrupitev s salicilatom.

## Epidemiologija
| ni podatkov ≤pod 500 500–1000 1000–1500 1500–2000 2000–2500 2500–3000 | 3000–3500 3500–4000 4000–4500 4500–5000 5000–6000 ≥6000 |

Število obolenj z gastroenteritisom ocenjujejo na tri do pet milijard letno, od tega 1,4 milijona smrti na leto, pri čemer so žrtve predvsem otroci in ljudje v nerazvitem svetu. Leta 2011 je bilo v starostni skupini do pet let približno 1,7 milijarde primerov in 0,7 milijona smrti, najbolj prizadete pri tem so bile najrevnejše države sveta. Več kot 450.000 teh smrtnih primerov je bilo zaradi rotavirusa pri otrocih, mlajših od pet let. Kolera je vzrok za pet milijonov primerov bolezni in povzroči smrt približno 100.000 ljudi letno. V nerazvitem svetu se otroci do dveh let starosti pogosto okužijo šest in večkrat na leto s klinično pomembnim gastroenteritisom. Manj pogost je pri odraslih, deloma zaradi razvoja pridobljene imunosti.
Leta 1980 je gastroenteritis (skupno, vsi povzročitelji) povzročil 4,6 milijona smrti pri otrocih, večinoma v državah v razvoju. Stopnja umrljivosti se je po letu 2000 bistveno zmanjšala (na približno 1,5 milijona smrti letno), predvsem zaradi uvedbe in obsežne rabe zdravljenja s peroralno hidracijo. V ZDA predstavlja gastroenteritis drugo najpogostejšo okužbo (za prehladom), vzrok je za 200 in 375 milijonov primerov akutne driske in za približno 10.000 smrtnih primerov letno, med katerimi je 150 do 300 smrti otrok, mlajših od pet let. Tudi v Sloveniji je bil gastroenteritis leta 2012 ena najpogosteje prijavljenih nalezljivih bolezni nasploh (tj. slabih 20.000 primerov), med opredeljenimi povzročitelji so na prvih treh mestih prevladovali norovirus, rotavirus ter kampilobakterji. Gastroenteritisi zaradi okužb so bili najpogostejši v starostni skupini od 1–4 let.
Gastroenteritis je glavni razlog za 3,7 milijona obiskov pri zdravniku letno v ZDA in 3 milijone v Franciji. V ZDA ocenjujejo letne stroške gastroenteritisa na 23 milijard dolarjev (USD), od tega samo stroške zaradi rotavirusa na 1 milijardo USD.

## Zgodovina in kulturni pomen
Izraz »gastroenteritis« je bil prvič uporabljen leta 1825. Pred tem so ga poznali med drugim kot trebušni tifus, »cholera Morbus«, »zvijanje v trebuhu«, »kolika« in kar je še podobnih arhaičnih poimenovanj za akutno drisko.
Sam gastroenteritis je dobil tudi več pogovornih imen, kot so »Montezumovo maščevanje«, »delhijski trebuh«, »la turista« ipd. Bolezen je odigrala vlogo v številnih vojaških kampanjah.

## Raziskave
V razvoju so številna cepiva proti gastroenteritisu, na primer cepiva proti okužbi s šigelo in enterotoksigeni Escherichia coli (ETEC), ki sta vodilna bakterijska povzročitelja gastroenteritisa na svetu.

## Gastroenteritis pri živalih
Mnogi povzročitelji gastroenteritisa pri ljudeh povzročajo bolezen tudi pri mačkah in psih. Najpogostejši organizmi so kampilobakterji, Clostridium difficile, Clostridium perfringens in salmonele. Tudi veliko strupenih rastlin lahko povzroči podobne simptome.
Nekateri povzročitelji so bolj specifični za posamezne vrste. Prenosljiv koronavirus gastroenteritisa (TGEV) se pojavlja pri prašičih in povzroča bruhanje, drisko in dehidracijo. Domnevajo, da se na prašiče prenaša z divjih ptic; konkretnega zdravila za bolezen ni. Na ljudi se ne prenaša.